# Nevidzany (Nitra)
|  | No s'ha de confondre amb Nevidzany (Trenčín). |

Nevidzany és un poble i municipi d'Eslovàquia que es troba a la regió de Nitra, al sud-oest del país.
Està ubicat al nord-est de la regió, a uns 120 km a l'est de Bratislava, prop de la frontera amb les regions de Banská Bystrica i Trenčín.

## Història
La primera menció escrita de la vila es remunta al 1113.

## Demografia
| Godina             | 1994 | 2004   | 2014   | 2024   |
| ------------------ | ---- | ------ | ------ | ------ |
| Nombre de persones | 631  | 611    | 593    | 560    |
| Diferència         |      | −3,16% | −2,94% | −5,56% |

| Godina             | 2023 | 2024   |
| ------------------ | ---- | ------ |
| Nombre de persones | 557  | 560    |
| Diferència         |      | +0,53% |